# Donje Rataje
Donje Rataje (en serbe cyrillique : Доње Ратаје) est un village de Serbie situé dans la municipalité d'Aleksandrovac, district de Rasina. Au recensement de 2011, il comptait 819 habitants.

## Démographie

### Évolution historique de la population
| 1948  | 1953  | 1961  | 1971  | 1981  | 1991  | 2002 | 2011 |
| ----- | ----- | ----- | ----- | ----- | ----- | ---- | ---- |
| 1 146 | 1 203 | 1 158 | 1 098 | 1 045 | 1 010 | 930  | 819  |

|  |